# Miniopterus fuscus
Miniopterus fuscus is een zoogdier uit de familie van de gladneuzen (Vespertilionidae). De wetenschappelijke naam van de soort werd voor het eerst geldig gepubliceerd door Bonhote in 1902.

## Voorkomen
De soort komt voor in Japan.